# رايموند بريغز
رايموند بريغز (بالإنجليزية: Raymond Briggs)‏ (18 يناير 1934 - 9 أغسطس 2022)، هو كاتب للأطفال ورسام توضيحي وكاتب بريطاني، ولد في 18 يناير 1934 في ويمبلدون في المملكة المتحدة.

## وصلات خارجية
- رايموند بريغز على موقع IMDb (الإنجليزية)
- رايموند بريغز على موقع ألو سيني (الفرنسية)
- رايموند بريغز على موقع ميوزك برينز (الإنجليزية)
- رايموند بريغز على موقع أول موفي (الإنجليزية)
- رايموند بريغز على موقع قاعدة بيانات الأفلام السويدية (السويدية)
- رايموند بريغز على موقع ديسكوغز (الإنجليزية)
- رايموند بريغز على موقع قاعدة بيانات الفيلم (الإنجليزية)
- رايموند بريغز على موقع كينوبويسك (الروسية)